# Боб Мас
Боб Мас (нід. Bob Maas, 18 жовтня 1907 — 17 грудня 1996) — нідерландський яхтсмен.
Срібний призер Олімпійських Ігор 1932 року в класі Сноуберд, бронзовий призер 1936 (Зоряний), 1948 (Зоряний) років.